# 이재우 (핸드볼 선수)
이재우(李才佑, 1979년 9월 28일~)는 대한민국의 핸드볼 선수로 포지션은 라이트백이다. 핸드볼 코리아 리그에서 대부분 선수 생활을 보냈으며, 스위스 리그의 그라스호퍼 클럽 취리히와 카타르 리그의 엘자이시 SC 등의 해외 팀에서 경험을 쌓았다.
국제 대회에 대한민국 국가대표팀의 일원으로 활약했으며, 올림픽에 4회(2000, 2004, 2008, 2012) 참가했다. 또한 아시안 게임 3회, 아시아 선수권 대회 4회 우승을 달성했다.